# Ludwig Moser (chimico)
Ludwig Moser (Vienna, 1879 – Zell am See, 1930) è stato un chimico tedesco.
Docente al politecnico della sua città natia, fu un pioniere della chimica analitica.